# L'Aube noire
L'Aube noire est le premier roman de Bruno Massé. Publié en 2005 chez Forêt Noire et réédité en 2009 via  LuluPress.  
Le roman, divisé en quatre tomes, relate l'histoire de quatre militants libertaires face au Nouvel ordre mondial. Le récit traite de sujets tels que l'anarchisme, l'écologie radicale, le nihilisme, la révolution, le gothisme, la  dialectique centre-périphérie et la violence politique.
L'Aube noire a été adapté au théâtre par la Forêt Noire lors de son lancement en 2005.